# Jean XI d'Alexandrie (Copte)
Jean XI d'Alexandrie (Copte), est un patriarche copte d'Alexandrie  du 11 mai 1428 au 4 mai 1452.